# Radu Crețeanu
Radu Crețeanu ( n. 24 martie 1906, Nisa, Franța - d. 1985 ) a fost un istoric român.

## Viața și activitatea
Radu Crețeanu a urmat studiile secundare și pe cele universitare la Paris. La universitate, acesta a studiat dreptul. În România s-a remarcat în calitate de istoric, ocupând mai multe funcții importante în acest domeniu. Între 1964-1968 este istoric la Direcția monumentelor istorice, perioadă în care adună o serie de informații valoroase despre cule, case boierești fortificate din zona de sud a României, pe care Direcția monumentelor istorice, le-a restaurat în aceea perioadă. Documentația despre cule o folosește în elaborarea unei lucrări intitulată Culele din România, elaborată împreună cu soția sa, Sarmiza, lucrare apărută în anul 1969.  Prin intermediul acestei lucrări, dar și a altora, Radu Crețeanu a adus contribuții importante la cunoașterea monumentelor istorice, cu precădere a celor din Oltenia și Muntenia. De asemenea, a fost unul dintre membrii fondatori ai Comisiei de heraldică, genealogie si sigilografie de pe lângă Institutul de istorie Nicolae Iorga din București înființat în mai 1972. A contribuit și cu studii genealogice.

## Opera
- Mânăstirea Dintr-un lemn, Bucuresti, 1966, 60 p. + 35 ilustratii.
- Bisericile de lemn din Muntenia, București, 1968, 88 p. + 41 ilustrații
- Culele din România, Bucuresti, 1969, 84 p. + 52 ilustratii (In colaborare)
- O a doua cruce a lui Constantin Vodă Șerban privind răscoala de la 1655, în Monumente istorice. Studii si lucrari de restaurare, III (1969), p. 122-130.
- Mânăstirea Surpatele, în BMI, XLI (1972), 4, p. 15 -24.